# Elasmus capensis
Elasmus capensis är en stekelart som beskrevs av Karl-Johan Hedqvist 1960. Elasmus capensis ingår i släktet Elasmus och familjen finglanssteklar. Inga underarter finns listade i Catalogue of Life.